# Botiga Adroher
Botiga Adroher fou una obra de Girona que es trobava al carrer Abeuradors. Es tractava d'una botiga de material elèctric de la firma Adroher Hermanos que a l'any 1915 Rafael Masó i Valentí en va dissenyar la façana i l'interior juntament amb el mobiliari -cadires, taulell i armari-. Entre els dos cossos d'aquest últim hi havia un relleu de Fidel Aguilar. Actualment està desapareguda.